# Будинок парламенту (Канберра)
Будинок Парламенту, також відомий як Кепітал-Хілл або просто Парламент, є місцем засідань парламенту Австралії та резиденцією законодавчої гілки австралійського уряду. Розташована в Канберрі, будівля Парламенту знаходиться на південній вершині Парламентського трикутника на вершині Кепітал-Хілл, на перетині вулиць Співдружності, Аделаїди, Канберри та Кінгз-авеню, оточених Стейт-Серкл.
Будинок парламенту був спроєктований Mitchell/Giurgola & Thorp Architects і побудований спільним підприємством Concrete Constructions і John Holland. Він був відкритий 9 травня 1988 року Єлизаветою II, королевою Австралії. Будівництво коштувало понад 1,1 мільярда австралійських доларів  (еквівалент близько 4,3 мільярда доларів у 2018 році).
Засідання федерального парламенту проходили в Мельбурні до 1927 року. З 1927 по 1988 рік парламент Австралії збирався у Тимчасовому будинку парламенту, який зараз відомий як «Старий будинок парламенту». Будівництво постійної будівлі парламенту Австралії було відкладено, поки велися дискусії про його місце розташування. Будівництво нової будівлі розпочато у 1981 році. Основний дизайн споруди заснований на формі двох бумерангів і увінчаний 81-метровим флагштоком. Прапор, який вивішується на цьому стовпі, є одним із найбільших у країні. Їхні розміри становили 6,4 метра на 12,8 метра. 
Будинок парламенту містить 4700 кімнат, і багато приміщень відкриті для відвідування. Головне фойє містить мармурові сходи, які ведуть до Великого залу, де виставлено великий гобелен. Палата представників оформлена в зеленому кольорі, в той час, як палата Сенату має червону колірну гамму. Між двома палатами знаходиться Зал членів парламенту, який має водний фонтан і не є відкритим для публіки. У міністерському крилі знаходиться офіс прем'єр-міністра та інші міністерські офіси.

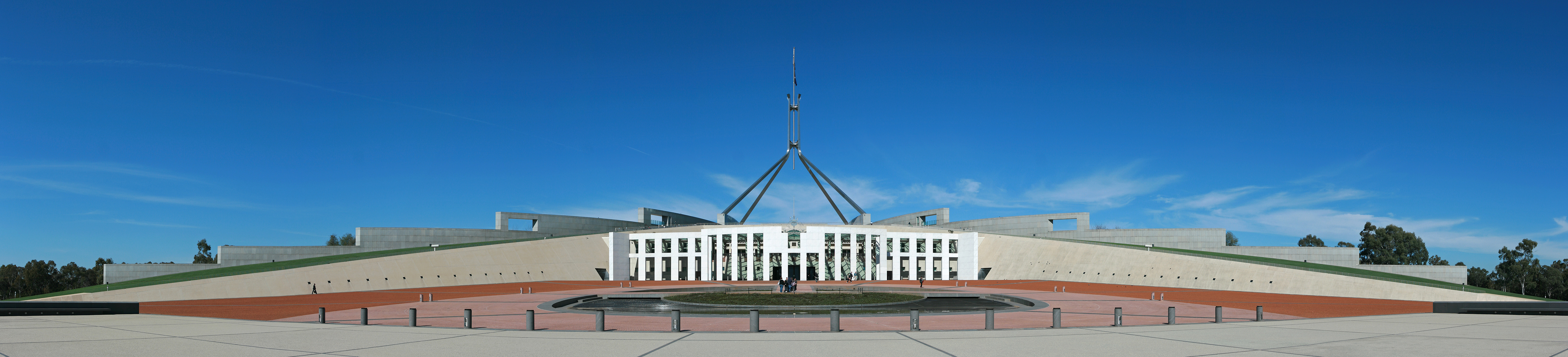
Архітектура фасаду, вбудована в Капітал Хілл, включаючи внутрішній двір і головний вхід, та ілюструє вигляд з рівня землі на бумерангоподібний дизайн

## Нагорода за інженерну спадщину
І стара, і нова будівля Парламенту отримали Національний знак інженерної спадщини від організації «Інженери Австралії» в рамках її Програми визнання інженерної спадщини. 

## Кримінальні злочини
Протягом багатьох років у будівлі австралійського парламенту було скоєно кілька кримінальних злочинів. Вони були відомі як звинувачення в сексуальному насильстві в австралійському парламенті 2021 року.